# بیژن دانشمند
بیژن دانشمند (انگلیسی: Bijan Daneshmand؛ زادهٔ ۱۶ اوت ۱۹۵۸ ) یک هنرپیشه، تهیه‌کننده و کارگردان زاده ایران اهل بریتانیا است.

## گزیده فیلم‌شناسی
از فیلم‌ها یا برنامه‌های تلویزیونی که وی در آن نقش داشته‌است می‌توان به زنان بدون مردان، بیست انگشت، دو با دو و کافر ،نسخه ایرانی اشاره کرد.